# Filomena Valenzuela Goyenechea
Filomena Valenzuela Goyenechea (Copiapó, 1848-Iquique, 1924) fue una cantinera chilena durante la Guerra del Pacífico.

## Biografía
Perteneció a una familia acomodada. Quiso convertirse en cantinera para acompañar a su marido, director de la banda del batallón Atacama, en la campaña militar de Chile en la llamada Guerra del Pacífico. 
Participó en el asalto a Pisagua, y en las batallas de Dolores, de Los Ángeles, donde tuvo un papel tan destacado atacando las fuerzas enemigas que se le otorgó excepcionalmente el grado de subteniente; también participó en las batallas de Tacna y de Miraflores, en territorio peruano.
Como cantinera, Valenzuela se dedicó a curar heridos y a animarlos con presentaciones teatrales, granjeándose el cariño de los soldados que la apodaban la Madrecita.
Al finalizar la guerra, se dedicó a actuar en la compañía del Teatro Novedades de Iquique.

## Homenajes
La ciudad de Iquique, en la región de Tarapacá, tiene un calle nombrada Filomena Valenzuela en honor a la cantinera. En Santiago, en la comuna de Renca, también hay una calle que lleva su nombre. En la ciudad de Coquimbo, sector Punta Mira, una Calle de una nueva Población tiene una calle con el Nombre Filomena Valenzuela Goyenechea en su honor.